# Потихонове
Поти́хонове —  село в Україні, у Вільхуватській сільській громаді Куп'янського району Харківської області. Населення становить 27 осіб. До 2020 орган місцевого самоврядування — Рубленська сільська рада.

## Географія
Село Потихонове знаходиться за 3 км від кордону з Росією, на відстані 2 км від сіл Рублене, Озерне, Попельне (зняте з обліку в 2008 році), Комісарове, поруч з балкою Землянка.

## Історія
12 червня 2020 року, відповідно до розпорядження Кабінету Міністрів України  № 725-р «Про визначення адміністративних центрів та затвердження територій територіальних громад Харківської області», увійшло до складу Вільхуватськj] сільськj] громадb.
19 липня 2020 року, в результаті адміністративно - територіальної реформи та ліквідації Великобурлуцького району, село увійшло до складу Куп'янського району Харківської області.